# Auguste Van Landeghem
Auguste Van Landeghem (Willebroek, 31 juli 1872 - aldaar, 7 januari 1928) was een Belgisch politicus voor de BWP.

## Levensloop
August's vader, Joannes Baptist Van Landeghem was een dagloner en steenbakker uit Temse. Hij trok huwde met de Rosa Boeykens uit Willebroek in Temse. Het gezin ging wonen in Bazel, maar trok rond 1864 naar Willebroek. Daar werd Auguste geboren. Als jonge knaap werkte August als steenbakker. In 1900 huwde hij met Maria Louisa De Maeyer. In 1921 werd hij verkozen tot gemeenteraadslid en benoemd als burgemeester van Willebroek. Hij volbracht deze mandaten tot aan zijn dood. In 1919 werd hij verkozen tot socialistisch volksvertegenwoordiger voor het arrondissement Mechelen en vervulde dit mandaat tot aan zijn dood. 